# Meilleur joueur de hockey sur gazon de l'année

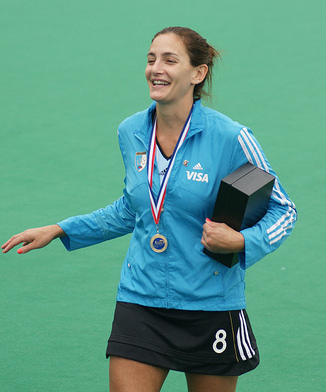
Luciana Aymar.

Chaque année, depuis 1998, la fédération internationale de hockey sur gazon (FIH) désigne les meilleurs joueurs de hockey de l'année écoulée. Quatre catégories sont présentes : « Meilleur joueur masculin », « Meilleure joueuse féminine », « Meilleur espoir masculin » et « Meilleur espoir féminin ». Ces deux dernières catégories ne sont présentes que depuis 2001.

## Meilleur joueur masculin
- 1998 : Stephan Veen  Pays-Bas
- 1999 : Jay Stacy  Australie
- 2000 : Stephan Veen  Pays-Bas
- 2001 : Florian Kunz  Allemagne
- 2002 : Michael Green (en)  Allemagne
- 2003 : Teun de Nooijer  Pays-Bas
- 2004 : Jamie Dwyer  Australie
- 2005 : Teun de Nooijer  Pays-Bas
- 2006 : Teun de Nooijer  Pays-Bas
- 2007 : Jamie Dwyer  Australie
- 2008 : Pol Amat  Espagne
- 2009 : Jamie Dwyer  Australie
- 2010 : Jamie Dwyer  Australie
- 2011 : Jamie Dwyer  Australie
- 2012 : Moritz Fürste  Allemagne
- 2013 : Tobias Hauke  Allemagne
- 2014-2015 : Arthur Van Doren Belgique
- 2016 : John-John Dohmen  Belgique
- 2017-2021 : Arthur Van Doren Belgique

## Meilleure joueuse féminine
- 1998 : Alyson Annan  Australie
- 1999 : Natascha Keller  Allemagne
- 2000 : Alyson Annan  Australie
- 2001 : Luciana Aymar  Argentine
- 2002 : Cecilia Rognoni  Argentine
- 2003 : Mijntje Donners  Pays-Bas
- 2004 : Luciana Aymar  Argentine
- 2005 : Luciana Aymar  Argentine
- 2006 : Minke Booij  Pays-Bas
- 2007 : Luciana Aymar  Argentine
- 2008 : Luciana Aymar  Argentine
- 2009 : Luciana Aymar  Argentine & Naomi van As  Pays-Bas
- 2010 : Luciana Aymar  Argentine
- 2011 : Maartje Paumen  Pays-Bas
- 2012 : Maartje Paumen  Pays-Bas
- 2013 : Luciana Aymar  Argentine
- 2014 : Ellen Hoog  Pays-Bas
- 2015 : Lidewij Welten  Pays-Bas
- 2016 : Naomi van As  Pays-Bas
- 2017 : Delfina Merino  Argentine
- 2018 : Eva de Goede  Pays-Bas

## Meilleur espoir masculin
- 2001 : Tibor Weissenborn  Allemagne
- 2002 : Jamie Dwyer  Australie
- 2003 : Grant Schubert  Australie
- 2004 : Santi Freixa  Espagne
- 2005 : Robert van der Horst  Pays-Bas
- 2006 : Christopher Zeller  Allemagne
- 2007 : Mark Knowles  Australie
- 2008 : Eddie Ockenden  Australie
- 2009 : Ashley Jackson  Royaume-Uni
- 2010 : Tobias Hauke  Allemagne
- 2011 : Matthew Swann  Allemagne
- 2012 : Florian Fuchs  Allemagne
- 2013 : Christopher Rühr  Allemagne
- 2014 : Gonzalo Peillat  Argentine
- 2015 : Christopher Rühr  Allemagne
- 2016 : Arthur Van Doren  Belgique
- 2017 : Arthur Van Doren  Belgique
- 2018 : Arthur de Sloover  Belgique

## Meilleur espoir féminin
- 2001 : Angie Skirving  Australie
- 2002 : Soledad García  Argentine
- 2003 : Maartje Scheepstra  Pays-Bas
- 2004 : Soledad García  Argentine
- 2005 : Maartje Goderie  Pays-Bas
- 2006 : Mi Hyun Park  Corée du Sud
- 2007 : Maike Stockel  Allemagne
- 2008 : Maartje Paumen  Pays-Bas
- 2009 : Casey Eastham  Australie
- 2010 : Zhao Yudiao  Chine
- 2011 : Stacey Michelsen  Nouvelle-Zélande
- 2012 : Anna Flanagan  Australie
- 2013 : Maria Verschoor  Pays-Bas
- 2014 : Florencia Habif  Argentine
- 2015 : Lily Owsley  Royaume-Uni
- 2016 : María José Granatto  Argentine
- 2017 : María José Granatto  Argentine
- 2018 : Lucina von der Heyde  Argentine

## Meilleur gardien masculin
- 2017 : Vincent Vanasch  Belgique
- 2018 : Vincent Vanasch  Belgique

## Meilleure gardienne féminine
- 2017 : élodie picard